# Союз комуністичних партій — Комуністична партія Радянського Союзу
Союз комуністичних партій - Комуністична партія Радянського Союзу (СКП-КПРС) - федерація комуністичних партій на пострадянському просторі, заснована в 1993 році і яка вважає себе прямою спадкоємицею КПРС.

## Перетворення КПРС в СКП-КПРС
Комуністична партія Радянського Союзу фактично структурувалася в союз компартій на XXVIII з'їзді КПРС, який відбувся в 1990 році, коли вже були дозволені внутрішньопартійні платформи і була закріплена самостійна робота республіканських парткомітетів. Вже до цього моменту КПРС втратила колишню керівну роль в СРСР, а частина функцій ЦК і Політбюро ЦК КПРС перейшли до президентських структур. Але формально КПРС перетворилася в СКП-КПРС в березні 1993 після часткового скасування указу Б.М. Єльцина про заборону КПРС (щодо її первинних організацій).
7 лютого 1992 року народні депутати РРФСР подали до Конституційного Суду РРФСР клопотання «Про перевірку конституційності указів Президента РРФСР Б.М. Єльцина від 23 серпня 1991 року  «Про призупинення діяльності Комуністичної партії РРФСР»», від 25 серпня 1991 року «Про майно КПРС і Комуністичної партії РРФСР»і від 6 листопада 1991 року «Про діяльність КПРС і КП РРФСР».
13 червня 1992 року ініціативна група членів ЦК КПРС на чолі з К.А. Ніколаєвим і О.О. Прігаріним, з дозволу Конституційного суду РРФСР , провела збори членів ЦК партії, який оголосив себе пленумом ЦК й ухвалила рішення про виключення М.С. Горбачова з партії, про розпуск Політбюро і Секретаріату ЦК та про скликання Всесоюзної партконференції. Був обраний Оргкомітет ЦК КПРС під головуванням Ніколаєва Костянтина Анатолійовича та його заступника Прігаріна Олексія Олексійовича. 10 жовтня 1992 року в Москві пройшла XX Всесоюзна конференція КПРС, яка підтвердила рішення надзвичайного Пленуму ЦК КПРС, розглянула проєкти нової Програми та Статуту КПРС і ухвалила рішення про підготовку XXIX з'їзду КПРС.
30 листопада 1992 року Конституційний суд РРФСР зняв заборону з діяльності первинних організацій КПРС - КП РРФСР, але залишив у силі розпуск керівних структур КПРС і КП РРФСР. Розпорядження про передачу майна КПРС органам виконавчої влади були визнані законними лише щодо тієї частини керованого партією майна, яка була державною власністю, і неконституційними щодо тієї його частини, яка або була власністю КПРС, або перебувала в її віданні.
26-27 березня 1993 року в Москві відбувся XXIX з'їзд КПРС , на якому було ухвалене рішення про перетворення КПРС на СКП-КПРС, була прийнята Програма і Статут Союзу. Порядок нумерації з'їздів, продовжила попередню від КПРС. У роботі з'їзду взяли участь 416 делегатів від партійних організацій Азербайджану, Білорусі, Казахстану, Латвії, Литви, Молдови, Росії, Таджикистану, Туркменістану, Узбекистану, України, Естонії, Придністров'я і Південної Осетії. З'їзд проголосив СКП-КПРС правонаступником КПРС, а комуністичні партії, що діють на території СРСР - правонаступницями республіканських організацій КПРС. Було обрано Раду СКП-КПРС на чолі з головою Олегом Шеніним. Першим заступником голови обрано Костянтина Ніколаєва, заступниками: Є.І Копиша, О. Мельнікова, О. Прігаріна, І.Г. Простякова та А.Г. Чехо. Був обраний Політвиконком Ради СКП-КПРС в складі 33 членів.

## Діяльність федерації

### 1993-2001 роки
15 травня 1993 року відбувся I пленум СКП-КПРС, який прийняв постанову про чергові завдання в галузі партійного будівництва, ідеологічної та масово-політичної роботи. Визнано «політично помилковим» рішення Президії ЦКК КПРС про виключення з партії колишніх членів ДКНС і підтверджено їх членство в КПРС. Прийнято також звернення «На захист конституційного ладу» .
10 січня 1994 року Т.М. Хабарова секретар-координатор Більшовицької платформи в КПРС вручила Олегу Шеніну заяву про свій вихід зі складу Політвиконкому ради СКП-КПРС. На Пленумі Ради СКП-КПРС 12-13 лютого 1994 року кількість заступників голови Ради, за повідомленнями преси, було збільшено до 15 осіб до складу нових заступників увійшли В.Г. Вишняков, І.А. Шашвіашвілі й С.З. Умалатова.
Пленум Ради СКП-КПРС 9-10 липня 1994 року засудив дії заступника голови Ради, члена Політвиконкому СКП-КПРС Олексія Прігаріна, який виступив з ініціативою створення Московської міської організації КПРС, безпосередньо входила б в СКП-КПРС, і так званої «Російської організації КПРС» (РКП-КПРС). Зокрема, голова Ради СКП-КПРС Олег Шенін звинуватив Прігаріна в спробі розколоти КПРФ і в порушенні партійної дисципліни. Олексій Прігарін, однак, не відмовився від своїх намірів, але подав у відставку з поста заступника голови Ради СКП-КПРС, зберігши при цьому членство в Раді .
Після XXX з'їзду (1-2 липня 1995 року) була відновлена робота Секретаріату Ради СКП-КПРС. Перший заступник не обирався, а заступниками голови - секретарями Ради СКП-КПРС стали: А.М. Багемскій, Є.І. Копиш, Є.К. Лігачов, О.Г. Мельніков, К.А. Ніколаєв та А.Г. Чехо. 
На Пленумі 3-4 серпня 1996 року заступником голови - секретарем Ради СКП-КПРС був обраний І.В. Лопатін.
На Пленумі 25-26 січня 1997 року до складу Політвиконкому введений перший секретар Комуністичної партії Білорусі, яка вступила до СКП-КПРС, В.В. Чиікін. Члени Політвиконкому П.І. Георгазде та Ш.Д. Шабдолов обрані заступниками Голови - секретарями Ради СКП-КПРС.
18 червня 1998 року СКП-КПРС була офіційно зареєстрована міністерством юстиції Білорусі як громадська організація  (свідоцтво про реєстрацію № 01110) . 
9 вересня 1999 року СКП-КПРС перереєстровано під номером 005 як союз громадських об'єднань.
З 27 березня 1993 року по 20 січня 2001 року лідером СКП-КПРС був Шенін Олег Семенович.

### З 2001 року
Олег Шенін неодноразово критикував тактику Геннадія Зюганова та інших парламентських компартій - членів Союзу. У 2000-2001 роках Шенін створив у складі СКП-КПРС нову партію - Комуністичну партію Союзу Росії і Білорусії (КПС), паралельну існуючим КПРФ і КПБ, після чого був виведений зі складу ЦК КПРФ. 15 січня 2001 року секретаріат Ради СКП-КПРС під головуванням Олега Шеніна на вимогу 8 компартій (РКРП, СК Латвії, КП Абхазії, Придністров'я, Естонії, Казахстану, Південної Осетії, Таджикистану) призначив Позачерговий XXXII з'їзд СКП-КПРС (Шеніна) на червень-липень 2001 року. У відповідь 20 січня 2001 року по ініціативі 14 з 19 компартій - членів Союзу проведено пленум Ради СКП-КПРС. Було сформовано новий склад Секретаріату, в якому 6 з 8 місць зайняли соратники Зюганова по КПРФ: перший заступник - Євген Копиш, заступники - Єгор Лігачов, Олександр Мельников, Іван Нікітчук, Анатолій Чехо і Олександр Шабанов; а також лідер комуністів Грузії Пантелеймон Георгадзе і лідер комуністів Таджикистану Шоді Шабдолов. У зв'язку з розкольницькою діяльністю в комуністичному русі, Шеніна було звільнено від обов'язків Голови Ради СКП-КПРС, а Акіф Багемскій, Ігор Лопатин, Костянтин Ніколаєв - від обов'язків заступників Голови Ради СКП -КПРС. Головою Ради СКП-КПРС було обрано Г.А. Зюганова . Замість запропонованого Шеніним Позачергового з'їзду Пленум призначив черговий XXXII з'їзд на 27-28 жовтня 2001 року.
Після розколу СКП-КПРС 2001 року Комуністична партія Таджикистану встала на сторону О. С. Шеніна і не брала участь в роботі СКП-КПРС. У жовтні 2017 року керівництво Комуністичної партії Республіки Таджикистан звернулося до керівництва СКП-КПРС з питання повернення партії до СКП-КПРС. У липні 2018 року до складу Союзу компартій увійшла Комуністична партія Таджикистану .
Діяльність СКП-КПРС в Росії поза інтернетом мало відома. В «Правді» є спеціальна сторінка, де публікують новини СКП-КПРС.
СКП-КПРС діє в Білорусії, Росії та в інших державах, компартії яких входять до складу федерації СКП-КПРС.

### Завдання федерації
Щоб досягти поставлених цілей, СКП - КПРС координує діяльність партій, що входять в СКП - КПРС, допомагає об'єднанню комуністів республік на пострадянському просторі в комуністичних партіях республік. Також СКП - КПРС допомагає обміну досвідом та інформацією між партіями і рухами, що складаються в СКП - КПРС.

### Структура СКП - КПРС
Вищим органом СКП - КПРС є з'їзд, що скликається Радою СКП - КПРС один раз в 5 років. Позачергові та надзвичайні з'їзди скликаються за ініціативою Ради та Контрольно-ревізійної комісії СКП - КПРС, а також на вимогу не менш як однієї третини партій-членів СКП - КПРС.
На з'їзді партії обирають Центральну Раду СКП - КПРС (Рада партій), яка між з'їздами є вищим керівним, яку координуючим і виконавчим органом СКП - КПРС. Своєю чергою, Центральна Рада СКП - КПРС обирає:
- Голову Центральної Ради СКП - КПРС.
- Першого заступника голови Центральної Ради СКП - КПРС
- Заступників голови Центральної Ради СКП - КПРС і секретарів Центральної Ради СКП - КПРС, що утворюють Секретаріат Центральної Ради СКП - КПРС.

Рада СКП - КПРС обирає Політичний Виконавчий комітет Ради СКП - КПРС в складі:
- Голови Центральної Ради СКП - КПРС,
- Заступників голови Центральної Ради СКП КПРС,
- Секретарів Центральної Ради СКП КПРС,
- Членів Політичного Виконкому Центральної Ради СКП - КПРС - перших керівних осіб республіканських комуністичних партій - членів СКП - КПРС. Секретаріат Центральної Ради СКП - КПРС є складовою частиною Політичного Виконкому.

Центральна Контрольно-ревізійна комісія СКП - КПРС контролює фінансову і господарську діяльність Центральної Ради партій і всіх організацій СКП - КПРС.
На XXXIV З'їзді СКП-КПРС, який відбувся в Москві 24 жовтня 2009 р до Ради СКП-КПРС було обрано по три особи від кожної партії, а також 22 людини по центральному списку (всі - члени КПРФ).

## Керівництво

### Керівництво Центральної Ради СКП - КПРС
У період з 27 березня 1993 року по 20 січня 2001 року пост голови Ради СКП-КПРС займав Олег Семенович Шенін, виключений з КПРФ і СКП - КПРС за розкольницьку діяльність. Пізніше Олег Шенін створить «СКП-КПРС О.С. Шеніна», у 2004 році перетворений в унітарну Комуністичну партію Радянського Союзу та Комуністичну партію Союзної держави Росії і Білорусії. У період з 27 березня 1993 року по 1 липня 1995 року існувала посада першого заступника голови Центральної Ради СКП - КПРС, яку займав Ніколаєв Костянтин Анатолійович. З 1 липня 1995 року до 20 січня 2001 року першого заступника не обирають.
З 20 січня 2001 року лідером СКП - КПРС головою Ради СКП-КПРС є Зюганова Геннадія Андрійовича.
Першим заступником голови Ради СКП - КПРС з 20 січня 2001 року  по 14 травня 2011 року був Копиш Євген Іванович. З 14 травня 2011 року цю посаду обіймає Тайсан Казбек Куцуковіч.
Заступниками голови-секретарями Центральної Ради СКП-КПРС на пленумі Центральної Ради СКП-КПРС, обраного XXXV з'їздом Союзу комуністичних партій 1 листопада 2014 роки обрано:
- Симоненко Петро Миколайович ,
- Карпенко Ігор Васильович,
- Ермалавічюс Юозас Юозовіч,
- Новіков Дмитро Георгійович.

Секретарями Центральної Ради СКП-КПРС на початок 2017 року на пленумі Центральної Ради СКП-КПРС, обраного XXXV з'їздом Союзу комуністичних партій 1 листопада 2014 роки обрано:
Макаров Ігор Миколайович, Хоржан Олег Олегович, Нікітчук Іван Гнатович і Фененко Юрій Вячеславович, Гапісов Ільгам Ісабековіч, Волович Микола Вікторович, Царьков Євген Ігорович і Костіна Марина Василівна .
28 березня 2015 року на II пленумі Центральної Ради СКП - КПРС було розглянуто організаційне питання та Ігор Миколайович Макаров обраний заступником Голови Центральної Ради СКП - КПРС .

### Керівництво Центральної Контрольно-ревізійної комісії СКП - КПРС
Керівниками Контрольно-ревізійної комісії СКП - КПРС (Центральної Контрольно-ревізійної комісії СКП - КПРС) були:
- 27 березня 1993 по 24 червня 2001 Муджирі Тамаз Михайлович
- 24 червня 2001 по 16 квітня 2005 Пономаренко Георгій Григорович
- З 16 квітня 2005 Свирид Олександр Володимирович

## Склад СКП-КПРС
До складу СКП-КПРС входять 18  комуністичних партій держав, утворених на території колишнього СРСР: 

| Республіка      | Назва                                          | Діяльність | Кількість депутатів |
| --------------- | ---------------------------------------------- | --- | ------------------- |
| Росія           | Комуністична партія Російської Федерації       | Представлена в Державній Думі РФ                                                                                  | 57/450 (9,56%)      |
| Україна         | Комуністична партія України                    | Була представлена в Верховній Раді України в 1994-2014 роках; в 1991-1993 роках і з 2015 її діяльність заборонена | 0                   |
| Білорусь        | Комуністична партія Білорусі                   | Представлена в Національних зборах Республіки Білорусь                                                            | 11/110 (7,27%)      |
| Молдова         | Партія комуністів Республіки Молдова           | Представлена в Парламенті Молдови                                                                                 | 10/101 (6,93%)      |
| Південна Осетія | Комуністична партія Республіки Південна Осетія | Була представлена в Парламенту Південної Осетії в 1994-2014 роках                                                 | 0                   |
| ПМР             | Придністровська комуністична партія            | На даний момент не представлена в Верховній Раді Придністровської Молдавської Республіки                          | 0                   |
| Абхазія         | Комуністична партія Абхазії                    | На даний момент не представлена в Народних зборах Республіки Абхазія                                              | 0                   |
| Киргизстан      | Партія комуністів Киргизстану                  | Партія з 2010 у стані облоги, була в Парламенті Киргизстану 1995-2010 роках                                       | 0                   |
| Вірменія        | Комуністична партія Вірменії                   | Була в Національних зборах Вірменії 1991-2003 роках                                                               | 0                   |
| Азербайджан     | Комуністична партія Азербайджану               | Була в Парламенті Азербайджану 2000-2005 роках                                                                    | 0                   |
| Казахстан       | Комуністична партія Казахстану                 | Діяльність партії заборонена в 2015 році                                                                          | 0                   |
| Узбекистан      | Комуністична партія Узбекистану                | Діяльність партії заборонена в 1994 році                                                                          | 0                   |
| Грузія          | Єдина Комуністична партія Грузії               | Партія знаходиться в опозиції                                                                                     | 0                   |
| Туркменістан    | Комуністична партія Туркменістану              | Незареєстрована політична партія                                                                                  | 0                   |
| Таджикистан     | Комуністична партія Таджикистану               | Представлена в Меджліс Олі Таджикистану                                                                           | 2/63 (3,17%)        |
| Литва           | Комуністична партія Литви                      | Діяльність партії заборонена в 1992 році                                                                          | 0                   |
| Латвія          | Комуністична партія Латвії                     | Діяльність партії заборонена в 1991 році                                                                          | 0                   |
| Естонія         | Комуністична партія Естонії                    | Діяльність партії заборонена в 1991 році                                                                          | 0                   |

## Див. Також
- Партія європейських лівих
- Європейські об'єднані ліві/Ліво-зелені Півночі
- Партія європейських соціалістів